# Diecezja Civitavecchia-Tarquinia
Diecezja Citavecchia-Tarquinia – diecezja Kościoła rzymskokatolickiego we Włoszech, a ściślej w Lacjum. Należy do metropolii rzymskiej. Została erygowana 5 grudnia 1435 roku jako diecezja Corneto Tarquinia. W 1854 połączyła się ona z diecezją Citavecchia i przyjęła nazwę diecezja Civitavecchia e Tarquinia. Siedzibą biskupa połączonych diecezji została Civitavecchia. W 1986 nazwę diecezji minimalnie skorygowano, nadając jej obecną formę.
Od 12 lutego 2022 diecezja pozostaje w unii in persona episcopi z diecezją Porto-Santa Rufina. Obie administratury posiadają wspólnego biskupa diecezjalnego, jednak zachowały odrębne kurie i katedry.